# You Are Free
You Are Free è il sesto album della cantautrice statunitense Chan Marshall, meglio nota con lo pseudonimo di Cat Power, pubblicato per la Matador.

## Realizzazione
Pubblicato il 18 febbraio del 2003, dalla Matador Records, il disco venne registrato con la collaborazione di Dave Grohl alla batteria, Eddie Vedder dei Pearl Jam alla voce (nei brani Good Woman e Evolution) e Warren Ellis dei Dirty Three al violino, anche se la maggior parte dei brani vennero eseguiti dalla sola Marshall con voce e chitarra (o piano).
Le session, durate circa un anno, furono coordinate dall'ingegnere del suono Adam Kasper. "Ero alla ricerca di qualcuno che mi permettesse di fare quello che volevo" rivelò Marshall intervistata sul perché di quella scelta "Qualcuno che fosse un buon ingegnere del suono e che sapesse premere le manopole perché io non so davvero come fare. Mi piacerebbe farlo da solo, ma ho bisogno di avere qualcuno là dentro. Lui ha solo creato i suoni del disco e lo ha missato, perché io non volevo nessuno che lo producesse. E dopo circa un anno avevamo una cosa come 40 canzoni e stavo quasi impazzendo e lui è stato davvero utile per cercare di capire quali canzoni utilizzare."
Tutte le tracce, con le sole eccezioni di Werewolf, composta dal cantautore Michael Hurley e di Keep on Runnin' (Crawlin' Black Spider) a firma John Lee Hooker, vennero scritte dalla stessa Cat Power.
You Are Free fu il primo disco della cantautrice statunitense ad entrare in una classifica ufficiale, raggiungendo la posizione numero 105 della Billboard 200.

## Tracce
1. I Don't Blame You – 3:05
2. Free – 3:34
3. Good Woman – 3:58
4. Speak For Me – 3:04
5. Werewolf (Michael Hurley) – 4:08
6. Fool – 3:49
7. He War – 3:31
8. Shaking Paper – 4:36
9. Babydoll – 2:56
10. Maybe Not – 4:19
11. Names – 4:50
12. Half Of You – 2:42
13. Keep On Runnin' (Crawlin' Black Spider) (John Lee Hooker) – 3:51
14. Evolution – 4:44

## Musicisti
- Cat Power - voce, chitarra, piano
- Warren Ellis – violino
- Dave Grohl – batteria, basso
- Eddie Vedder – voce
- David Campbell – arrangiamento archi